# Ad Hominem (Musikprojekt)
Ad Hominem (lat. für „auf den Menschen gerichtet“) ist ein französisches Ein-Mann-Musikprojekt aus Lyon, das zur NSBM-Szene gehört und seit 1998 existiert.

## Biografie
Der Gründer, der unter dem Pseudonym „Kaiser Wodhanaz“ auftritt, war auch in Bands wie Frangar und Antithesis aktiv und betreibt das Projekt Eradication. Verglichen mit den Texten anderer Bands aus dem NSBM-Bereich sind die Texte von Ad Hominem um einiges eindeutiger in ihrer Aussage.
Kaiser Wodhanaz ist das einzige feste Mitglied der Band, wird bei Konzerten allerdings von Gastmusikern unterstützt. Die Split-EP Black Metal Against the World nahm er mit dem Schlagzeuger Altar .3K6 von der Band Crystalium statt eines Drumcomputers auf, mit dem er sich aber später zerstritt und den er um seine Zahlung für die Aufnahme betrogen haben soll. Zu den ehemaligen Live-Mitgliedern zählen Dhilorz (Ancient) und Thorns (Kult, ex-Handful of Hate); die aktuelle Live-Besetzung besteht aus Kaiser W. am Bass und Gesang, Milite K. (Frangar) und Nacht an den Gitarren und Rust am Schlagzeug.
Die Band zählt zum rechtsextremen Flügel der Black-Metal-Szene und hatte auch nach Deutschland gute Kontakte, hier vor allem zu dem damals noch von Alexander Tiebel geführten Leuner Label Undercover Records in Hessen, das zwei Split-Alben und das erste Album der Band veröffentlichte und auch beim Organisieren von Konzerten in Deutschland für die Band behilflich war, zu welchen es final jedoch nicht kam. Von der Band sind insgesamt vier Konzerte in Frankreich, Deutschland und den Niederlanden bekannt. In Deutschland trat sie am 28. Februar 2004 in Diesdorf zusammen mit den rechtsextremen Metal-Bands Absurd, Magog, Totenburg sowie der Gruppe Eternity auf.
Veröffentlicht werden die Werke der Band zudem von einschlägig rechtsextremen Labels wie Wolf Division. Zwischenzeitlich war die Band aber beim italienischen Label Avantgarde Music unter Vertrag, welches ansonsten nicht in die NSBM-Szene involviert ist. Dort erschien 2005 Climax of Hatred. Kaizer Wodhanaz sagte dazu, dass sie Ad Hominem nicht unter Vertrag genommen hätten, wenn sie Antifaschisten wären.
2009 erschien bei Darker Than Black Records in Kooperation mit Elegy Records das Album Dictator – A Monument of Glory. 2013 folgte die EP Slaves of God to the Gallows (The Preemptive Strike 0.1 Reworks) mit Remixen von PreEmptive Strike 0.1 bei StaalPakt, 2015 das Album Antitheist bei Osmose Productions.
Das aktuelle Logo ist martialisch gehalten und zeigt ein mit Patronen und einer invertierten Elhaz-Rune verziertes Eisernes Kreuz mit dem szenetypisch stilisierten Schriftzug im Vordergrund. Der Bandname wird oft mit „A. H.“ abgekürzt, was den Initialen Adolf Hitlers entspricht.

## Ideologie
Die Texte des Projektes beinhalten offensichtlich rechtsextremes Gedankengut, antisemitischen Vernichtungswahn und Verschwörungstheorien. So wird z. B. in dem Lied Auschwitz Rules, vom Debütalbum Planet ZOG die industrielle Massenvernichtung während der NS-Zeit verherrlicht:

“We’ll raise our weapons and you will return to the past

The proof of your decay, Auschwitz didn’t go away […]

Auschwitz rules over the torah

Auschwitz rules over the coran

Auschwitz rules over the bible

Auschwitz rules over you bastards”

Die Texte wurden in der deutschen Version, die über Undercover Records vertrieben wurde, nicht im Booklet abgedruckt. Dort sind zudem die Titel nicht vollständig angegeben, sodass aus „Auschwitz Rules“ dann „A. Rules“ wurde. Kaiser Wodhanaz äußerte in einem Interview, dass das Weltjudentum daran schuld sei. Auch das zweite Album A New Race for a New World betraf dies, das Album wurde für den deutschen Markt in …for a New World umbenannt.
Kaiser Wodhanaz behauptet von sich selbst, misanthropisch und unpolitisch zu sein und ordnet die Band nicht dem NSBM zu, glorifiziert allerdings die Zeit des Nationalsozialismus und zeigt in Interviews ein deutlich von Rassismus und Antisemitismus geprägtes Weltbild und eine sexistische Einstellung. Auf die Frage, was er über Frauen denke, antwortete er in einem Interview, dass er sie als reine Lustobjekte sehe und Frauen zudem niemals dem Mann gleichgestellt sein werden.

## Diskografie

### Demos
- 2000: Omnes Ad Unum

### Alben
- 2002: Planet ZOG – The End (indiziert am 31. Juli 2008, Liste B [Verbreitungsverbot][6])
- 2003: A New Race for a New World
- 2005: Climax of Hatred
- 2009: Dictator – A Monument of Glory
- 2015: Antitheist (indiziert am 28. September 2018,  Liste B [Verbreitungsverbot][7])
- 2018: Napalm for all

### Split-Veröffentlichungen
- 2002: Mankind’s Suicide (mit Cantus Bestiae)
- 2003: Purification (mit Warfire)
- 2004: Treaty of Alliance – Agony of a Dying Race (mit Ornaments of Sin)
- 2004: We are the Wolves… You are the Sheep (mit Geimhre)
- 2004: Black Metal Against the World (mit Funeral Winds, Leviathan und Eternity)

### EPs
- 2008: Theory 0

### Kompilationen
- 2009: Planeta Roi-Finis – …Pro Mundo Novo (Box mit den ersten beiden Alben, indiziert[8])